# 行政法評論
行政法評論（英語：Administrative Law Review）於1948年所創立，為美國律師協會行政法與法規範實踐部門所發行的法律評論季刊。

## 概述
該評論是一份季刊，由美國美利堅大學華盛頓法學院大約80名學生管理與編輯。2018年-2019年的主編是"卡羅琳·拉斯鮑姆"(Caroline Raschbaum}。該評論內文被美國哥倫比亞特區聯邦巡迴上訴法院（以行政法巡迴法院而著名）引用，且自公元2000年以來被第二次引用、第四次引用、第五次引用、第九次引用，以及被第十美國聯邦上訴法院引用。該期刊內文也被美國最高法院所引用。

## 編輯入選
行政法評論依據競爭性的業務形態入選工作人員，故而基於競爭性對候選人的編輯技能、研究技能、法律分析技能與法律寫作能力進行測試。每年沒有預設候選人數；最近的新編輯群大約在45名到50名之間。候選人的"寫作"練習在法學院的第二學期分發給候選人。可選性的"成績"行程允許學生僅根據成績入選為工作人員。轉學生也有資格通過秋季寫作行程而入選的。

## 外部連結
- 官方网站
- American Bar Association: Section of Administrative Law & Regulatory Practice （页面存档备份，存于）
- Law Journals : Washington and Lee University （页面存档备份，存于）